# Compsophorus parvidens
Compsophorus parvidens är en stekelart som först beskrevs av Heinrich 1975.  Compsophorus parvidens ingår i släktet Compsophorus och familjen brokparasitsteklar. Utöver nominatformen finns också underarten C. p. matinangis.